# Eispalast Sankt Petersburg
Der Eispalast Sankt Petersburg (russisch Ледовый Дворец) ist eine Multifunktionshalle in der russischen Stadt Sankt Petersburg. Die Arena wird für diverse Sportarten genutzt, wie zum Beispiel Eishockey, Basketball, Volleyball und Boxen. Die Kapazität der Halle hängt stark von der Nutzung ab, bei Eishockeyspielen beträgt sie 12.300 Zuschauer.

## Geschichte
Das Eisstadion war ein wichtiges Projekt zur Erneuerung der Sportgebäude der Stadt St. Petersburg. Bis zum Bau der Halle gab es nur Sporthallen aus der sowjetischen Zeit wie das SKK Peterburgski aus dem Jahre 1979. Somit kam der Zuschlag zur Austragung der Eishockey-Weltmeisterschaft 2000 genau richtig. Im Jahre 1998 war Baubeginn und 2000 wurde der Bau fertiggestellt.
Anschließend wurde die Halle von der KHL-Eishockeymannschaft des SKA Sankt Petersburg genutzt, der hier seine Heimspiele austrug.

## Stadiondetails
Zum Komplex gehört ein fünfstöckiges Gebäude mit einer Nutzfläche von 37.000 m². Im Eisstadion gibt es 74 Logen, die zwischen dem Ober- und Unterrang um das Spielfeld angelegt sind. Die Höhe vom Hallenboden bis zum Hallendach beträgt 22 Meter. In der Mitte des Stadions hängt ein mehrere Tonnen schwerer Videowürfel mit vier 12 m² (3 × 4 m) großen Bildschirmen, die es auch den Zuschauern, die weiter vom Spielfeld entfernt sitzen, ermöglicht, das Spielgeschehen mitzuverfolgen.

## Neubaupläne des SKA Sankt Petersburg

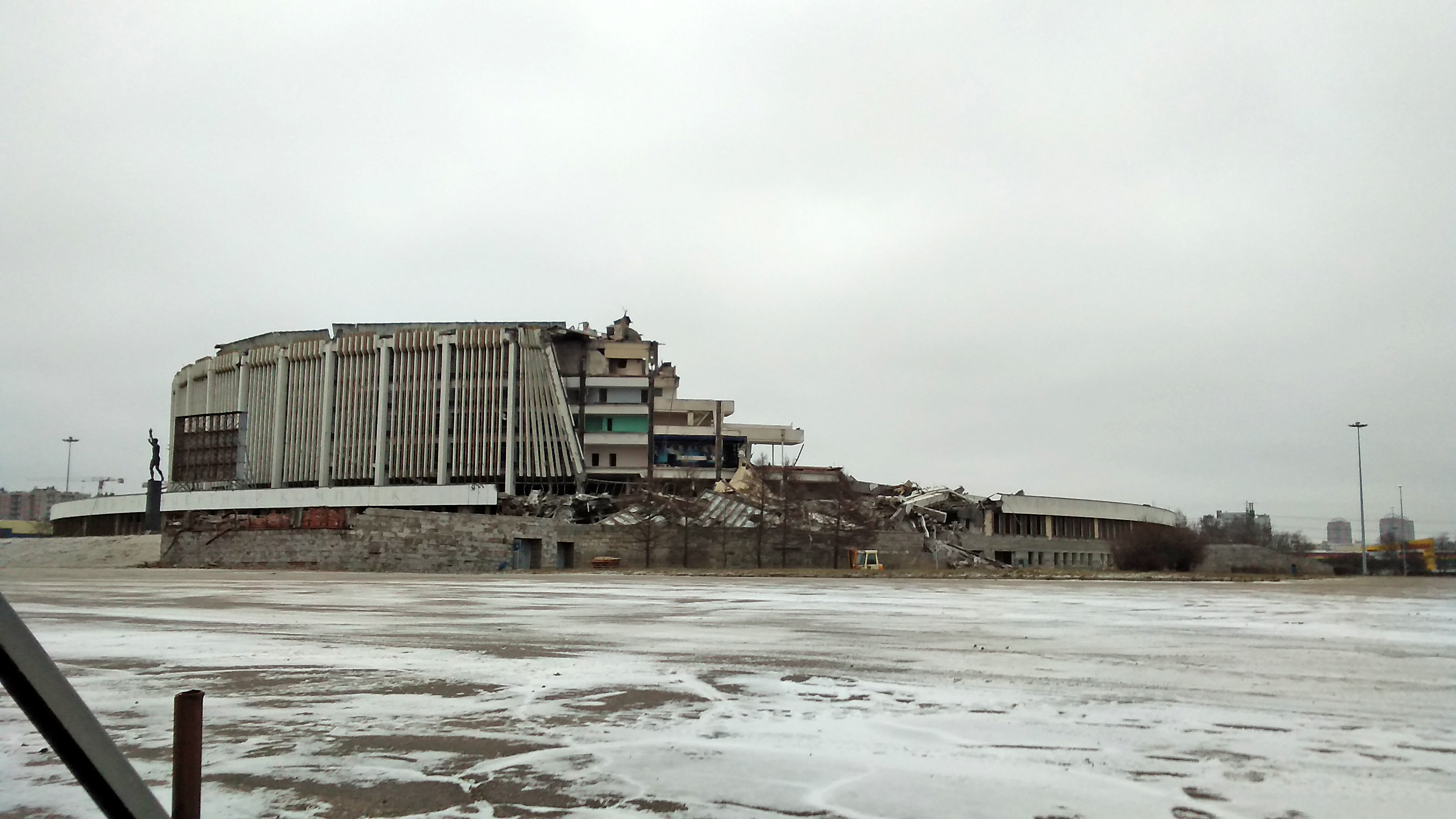
Abriss des SKK Peterburgski (Februar 2020)

Im August 2018 wurden zum KHL-Saisonstart Pläne des SKA Sankt Petersburg zum Bau einer neuen Eishockeyarena bekannt. Der Milliardär und Vereinspräsident Gennadi Timtschenko hoffte, dass der Bau für geplante 254 Mio. Euro bis 2023 fertiggestellt würde und, bei einem Zuschlag 2019 für Russland, Spiele der Eishockey-Weltmeisterschaft 2023 ausgetragen würden. Mit 22.500 Plätzen sollte es die größte Eishockeyarena der Welt werden, in der regelmäßig Partien stattfinden. Zu diesem Zeitpunkt war das Centre Bell in Montreal mit 21.000 Plätzen die größte, dauerhaft genutzte Eishockeyhalle. Aufgrund des Ausschlusses Russlands von der Eishockey-Weltmeisterschaft geriet das Bauprojekt in Gefahr.
Im Stadtplanungsrat von Sankt Petersburg wurden zwei Konzepte diskutiert: ein umfassender Umbau des SKK Peterburgski unter Beibehaltung der Gebäudehülle oder der vollständige Abriss des Gebäudes sowie ein Neubau an gleicher Stelle. Letztlich wurde beschlossen, auf dem Gelände des SKK ein neues Gebäude mit einer Kapazität von mehr als 20.000 Personen zu errichten. Am 30. Oktober 2019 begann der Abbau der Zuschauerränge, der Metallkonstruktionen im Innenraum sowie der Licht- und Tontechnik. Im Frühjahr 2020 wurde der Abriss des SKK abgeschlossen und im Juni 2020 das Gelände von Bauschutt befreit. Einen Monat später begannen die Erdarbeiten für die neue SKA Arena.